# Carme Cuffí i Casellas
Carme Cuffí i Casellas   (Pont de Molins, 14 d'octubre de 1925 - Figueres, 25 de setembre de 2014) fou una pintora i aquarel·lista catalana.
Fou la segona filla d'onze germans de Cèlia Casellas Basach i el metge Josep Cuffí Serrat-Calvó. El 1932 la família es va traslladar a Figueres on, després de la guerra civil, va ser alumna de Ramon Reig (escola Empordanesa o de Figueres) i va assistir a classes del pintor Joan Sibecas a l'Escola de Dibuix i Pintura del Casino Menestral. Va dedicar la seva vida a la pintura, amb obres que reflectien el paisatge i la plana de l'Alt Empordà i també flors i natures mortes. Va formar part de les tertúlies d'art i literatura de la fonda de Josep Martí Roca (pensió Roca), amb Carles Fages de Climent, Montserrat Vayreda, Olga Torres, Rosa Genís, Evarist Vallès, Joan Felip Vilà, Joan Sibecas i Miquel Capalleras.